# Фрей, Джеймс
 Джеймс Фрей (англ. James Frey; р. 12 сентября 1969) — американский романист, автор романов A Million Little Pieces (2003), My Friend Leonard (2005), Bright Shiny Morning (2008) и серии «Лориенская сага», основатель и руководитель компании Full Fathom Five.

## Карьера
Фрей — сценарист фильмов «Поцелуй понарошку» и Sugar: The Fall of the West. В 2003 издал роман «Миллион маленьких кусочков», который Amazon.com выбрал лучшей книгой года
В 2004 году Дж. Фрей написал «Моему другу Леонарду», ставшую продолжением «Миллиона маленьких кусочков», сюжет которой был сосредоточен на отношениях отца-сына. «Мой друг Леонард» был издан в июне 2005 года и стал бестселлером. Последний на сегодняшний день его роман «Яркое солнечное утро» вышел в HarperCollins. Книги Фрея переведены на тридцать один язык.
«Яркое солнечное утро» (Bright Shiny Morning, 2008) вошёл в список бестселлеров по версии The New York Times, но получил смешанные обзоры. New York Times дал книге восторженный отзыв. The New Yorker описал роман как «банальный».
По итогам 2018 года Джеймс Фрей стал лауреатом антипремии Bad Sex in Fiction Award, учрежденной журналом The Literary Review, получив награду за худшую эротическую сцену. Таким образом члены жюри отметили его роман "Катерина", придя к выводу,  что в описании сцены секса героев слишком много длинных сомнительных эротических пассажей.

### Full Fathom Five
В 2009 году Фрей основал Full Fathom Five, новое книжное издательство, ориентированное на подростковую аудиторию, целью которого было создание коммерческих книжных циклов романов по типу «Сумерек». В ноябре 2010 году грянул скандал, раскрывающий подробности отстранения соавтора Фрея Джоби Хьюза от создания «Лориенской саги». Статья New York Magazine «James Frey’s Fiction Factory» раскрыла некоторые детали о компании Фрея. В статье Фрэй обвиняется в злоупотреблении и использовании дешевой рабочей силы для массового выпуска книг для подростков.